# Steinige Tunguska
Die Steinige Tunguska (russisch Подка́менная Тунгу́ска, Transkription Podkamennaja Tunguska; auch Mittlere Tunguska, russisch Сре́дняя Тунгу́ска/Srednjaja Tunguska) ist ein östlicher bzw. rechter Nebenfluss des Jenissei im mittleren Sibirien. Mit dem Quellfluss Katanga ist er 1865 km lang.
Unter Astronomen ist das Tunguska-Gebiet durch das Tunguska-Ereignis bekannt, bei dem 1908 durch die Explosion eines großen Meteoriten 2000 km² Wald umgeworfen wurden.

## Verlauf
Die Steinige Tunguska entsteht an der Nordflanke des Angararückens. Von dort fließt sie anfangs in überwiegend nordwestlicher Richtung durch den Südteil des Mittelsibirischen Berglands. Der 641 km lange Oberlauf bis zur Einmündung des Tetere 400 km nördlich von Bratsk (ca. 245 m ü. Ostsee) trägt den Namen Katanga (Катанга). Schließlich mündet die Steinige Tunguska nördlich des Jenisseirückens auf etwa 27 m ü. Ostsee beim Dorf Podkamennaja Tunguska, einem Ortsteil der am jenseitigen, westlichen Jenisseiufer 4 km flussabwärts liegenden Siedlung Bor, in den Jenissei.
Etwa 100 km südöstlich des Quellbereichs der Katanga entspringt die in großem Bogen parallel zur Steinigen Tunguska fließende Untere Tunguska, die erst 600 km weiter nördlich in den Jenissei einmündet.

## Ortschaften und Tunguska-Ereignis
An der Steinigen Tunguska liegt der Ort Wanawara, der durch das Tunguska-Ereignis bekannt wurde. Am 30. Juni 1908 verwüstete 65 km nordwestlich des Orts eine gewaltige Druckwelle etwa 2000 km² Wald, wobei Millionen Bäume radial nach außen umgeworfen wurden. Wahrscheinlich wurde die Druckwelle durch den Kern eines kleinen Kometen ausgelöst, der bei seinem Sturz in die Erdatmosphäre in einigen Kilometern Höhe explodierte.

## Hydrographie
| Messpunkt | ab Mündung [km] | Abflußmenge [m³/s] | Abflußmenge [m³/s]           | Abflußmenge [m³/s] |
| Messpunkt | ab Mündung [km] | Minimum (März)     | Maximum (Mai (Sulomai)/Juni) | Mittel (Jahr)      |
| --------- | --------------- | ------------------ | ---------------------------- | ------------------ |
| Sulomai   | 0073            | 285                | 7104                         | 1808               |
| Kusmowka  | 0209            | 227                | 6608                         | 1587               |
| Baikit    | 0571            | 103                | 4961                         | 0974               |
| Ust-Kamo  | 0757            | 036                | 1812                         | 0347               |
| Tschemdal | 1375            | 011                | 0566                         | 0106               |